# Mount Rivett
Mount Rivett ist ein felsiger Berg im ostantarktischen Mac-Robertson-Land. Er ragt am nordöstlichsten Ende der Gustav Bull Mountains auf.
Teilnehmer der British Australian and New Zealand Antarctic Research Expedition (1929–1931) landeten am 13. Februar 1931 mit einem Flugzeug nahe dem benachbarten Scullin-Monolithen. Sie benannten den hier beschriebenen Berg nach dem australischen Chemiker und Wissenschaftsmanager David Rivett (1885–1961), stellvertretender Vorsitzender im australischen Ausschuss für wissenschaftliche und industrielle Forschung von 1927 bis 1945.